# Туртурро, Джон
Джо́н Ма́йкл Турту́рро (англ. John Michael Turturro; род. 28 февраля 1957, Бруклин, Нью-Йорк, Нью-Йорк, США) — американский актёр, кинорежиссёр и сценарист.
Играя в основном беспокойных и нервных персонажей, Джон Туртурро стал одним из любимых актёров среди поклонников артхаусного кино. Он активно сотрудничал с режиссёром Спайком Ли, приняв участие в его картинах: «Делай, как надо!», «Наседки», «Девушка № 6», «Кровавое лето Сэма». А также, начиная с 1990-х годов, играл в фильмах братьев Коэн: «Перекрёсток Миллера», «Бартон Финк», «Большой Лебовски» и «О, где же ты, брат?». В 2000-х годах Туртурро принял участие в четырёх частях успешного коммерческого проекта: «Трансформеры», «Трансформеры: Месть падших», «Трансформеры 3: Тёмная сторона Луны» и «Трансформеры: Последний рыцарь».
В качестве режиссёра Туртурро снял шесть картин, а также был продюсером трёх художественных и одного документального фильмов.

## Биография

### Детство
Джон Туртурро родился 28 февраля 1957 года в Бруклине (город Нью-Йорк), в семье строителя-плотника Николаса Туртурро и джазовой певицы Кэтрин. Мать Джона сицилианка из города Арагоны, а отец в возрасте шести лет эмигрировал вместе с семьёй в США из итальянского города Джовинаццо. Джон рос в семье вместе с двумя братьями Ральфом и Николасом, который также является актёром. В возрасте шести лет Джон вместе с семьёй переехал в Квинс, другой район Нью-Йорка.
Джон вырос на боксе и старых фильмах, которые он смотрел по телевизору. Его вдохновляли Кирк Дуглас, Берт Ланкастер и Зорро. В доме Туртурро всегда звучало пение мамы и старые истории отца о Сицилии, в этой атмосфере у Джона развился талант пародирования. Он изображал Джеймса Бонда и Эдварда Робинсона, а также пробовал свои силы в написании номеров, с которыми потом выступал на соседских вечеринках.
Туртурро окончил школу и поступил на актёрский факультет университета штата Нью-Йорк, после его окончания Джон получил степень по актёрскому мастерству в престижном Йельском университете. Но найти работу актёра было трудно, поэтому Джон подрабатывал барменом и рабочим на одной из строек Нью-Йорка вместе со своим отцом.

### Первые работы в кино и театре
Первой работой в кино для Туртурро стала эпизодическая роль в оскароносной картине Мартина Скорсезе — «Бешеный бык». Следующую роль Джон сыграл в спектакле «Дэнни и глубокое синее море» знаменитого драматурга Джона Патрика Шэнли в 1983 году. За неё он получил престижную премию «Obie Award» 1984 года. В том же году Туртурро дебютировал на Бродвее, в знаменитой постановке «Смерть коммивояжёра». Эта работа принесла Джону известность, которая позволила более часто сниматься в кино. В 1984 году Туртурро сыграл эпизодических персонажей в двух фильмах «Истребитель 2» и «Парень из „Фламинго“».
В 1985 году Туртурро впервые снялся на телевидении, он сыграл роль в одном из эпизодов сериала «Полиция Майами». После этого последовала отлично исполненная роль ведущего в фильме «Отчаянно ищу Сьюзен» с Мадонной в главной роли. Туртурро завершил год, снявшись в криминальной драме «Жить и умереть в Лос-Анджелесе» вместе с Уиллемом Дефо и Уильямом Петерсеном.
Туртурро продолжил успешно завоёвывать популярность, и в 1986 году сыграл роль писателя в фильме «Ханна и её сёстры» Вуди Аллена, картина выиграла три Оскара. Затем Джон сыграл эпизодические роли в комедийной драме «Энтузиаст» и романтической комедии «Не в своей тарелке». Осенью 1986 года вышла новая картина Мартина Скорсезе «Цвет денег», в которой Туртурро сыграл одну из ролей второго плана.
Осенью 1987 года в прокат вышел фильм «Пять Углов», в этой картине Туртурро впервые сыграл роль, написанную специально для него. Джон сыграл психопата, который только что вышел из тюрьмы, где отбывал срок за изнасилование. Позднее Джон отмечал, что это была хорошая роль, которая помогла ему обратить на себя внимание прессы, а также, что ему очень понравился сценарий, написанный Джоном Патриком Шэнли. Той же осенью вышла картина «Сицилиец», которая была снята по мотивам романа Марио Пьюзо, Туртурро сыграл в ней одного из итальянских мафиози.

### Спайк Ли и Братья Коэн
На Туртурро обратил внимание молодой режиссёр Спайк Ли, он пригласил Джона сыграть роль расиста в своём новом фильме «Делай, как надо!» (1989), а затем и в следующей своей картине «Блюз о лучшей жизни» (1990). В 1990 году на экраны вышел криминальный триллер «Состояние исступления», Туртурро снялся в нём вместе с блестящим актёрским составом: Шоном Пенном, Гэри Олдменом и Эдом Харрисом. Джон сыграл свою первую главную роль в современной интерпретации Шекспировского Макбета картине «Люди, достойные уважения». В том же году Туртурро пригласили сыграть одну из важных второстепенных ролей в оскароносном фильме братьев Коэн «Перекрёсток Миллера». Джоэл Коэн впервые увидел Джона на курсах актёрского мастерства в Йельском университете, куда он ходил на выступления своей невесты. После съёмок в фильме Дэнниса Хоппера «Отступник» Туртурро рассказывал, что это был интересный опыт для него, так как режиссёр давал большую свободу действий для актёров.
Туртурро сыграл главную роль в картине братьев Коэн «Бартон Финк», которая вышла летом 1991 года. Действие фильма разворачивается в 1941 году, главный герой, которого сыграл Джон, это молодой писатель, получивший заказ на сценарий для фильма о реслере. Но по ходу работы он впадает в творческий ступор, а всё вокруг превращается в сюрреалистический кошмар. За эту работу Туртурро получил «Золотую пальмовую ветвь» за лучшую мужскую роль на Каннском кинофестивале, весь актёрский состав удостоился хороших отзывов от критики. В фильме «Тропическая лихорадка» (1991) Джон продолжил своё сотрудничество со Спайком Ли, он сыграл роль итальянца Поли. В конце трудного года Туртурро вернулся на сцену, сыграв главную роль в спектакле «Карьера Артуро Уи» (автор пьесы — Бертольт Брехт).
В апреле 1992 года вышла комедия «Недоумки», Джон сыграл главную роль адвоката Роланда Флэкфайзера. В том же году Туртурро снял свой первый фильм в качестве режиссёра, драма «Мак» удостоилась кинонаграды «Золотая камера» на Каннском кинофестивале, а также номинировалась на премию «Независимый дух».
Туртурро сыграл роль еврейского гения в недооценённой картине Роберта Редфорда «Телевикторина» (1994), эта работа принесла ему номинацию на премию «Золотой глобус» за лучшую мужскую роль второго плана. В своих интервью Джон отмечал, что хотел бы ещё поработать вместе с Редфордом. В том же году Туртурро снялся в комедии «The Search for One-eye Jimmy», а также в провальной драме «Быть человеком».
В мае 1995 года на экраны вышел фильм «Найти и ликвидировать», в этой картине Туртурро работал с блестящим актёрским составом: Деннисом Хоппером, Мартином Скорсезе, Кристофером Уокеном и Итаном Хоуком. В мелодраме «Сумасшедшие герои» (1995) Туртурро сыграл роль мужа, у жены которого обнаружили рак. Осенью того же года вышел новый фильм Спайка Ли «Наседки» и вновь уже известный режиссёр пригласил Джона принять участие в картине. Туртурро сыграл роль детектива отдела убийств, работающего в гетто.
Сыграв главную роль в комедии «Лунная шкатулка» (1996), Туртурро удостоился лестных отзывов от критиков. Многие люди всё ещё ассоциировали Джона с его прежними персонажами людей со взрывным нравом и характером, но новые работы Туртурро способствовали рассеиванию этого стереотипа. В музыкальной комедии «Grace of My Heart» Джон сыграл роль продюсера Джоэла Миллнера.
Туртурро похудел на 13 кг, чтобы сыграть роль итальянского писателя, пережившего Холокост, в картине «Перемирие». Осенью 1997 года на экраны вышел ничем не примечательный боевик «Lesser Prophets», в котором Джон сыграл одну из главных ролей.
В 1998 году Туртурро принял участие в спектакле «В ожидании Годо», который поставили в театре «Classic Stage Company». Затем на экраны вышел фильм «Illuminata» — вторая работа Туртурро в качестве режиссёра, он же сыграл в ней главную роль. В картине Спайка Ли «Его игра» (1998) Джон предстал в образе главного тренера баскетбольной команды. Туртурро сыграл главную роль в комедийной драме «Гараж» (1998). В картине «Шулера» (1998) Джон снялся вместе с молодыми звёздами кино Мэттом Деймоном и Эдвардом Нортоном, а также уважаемым актёром Джоном Малковичем. В том же году Туртурро сыграл одну из своих самых эксцентричных ролей, в культовой комедии братьев Коэнов «Большой Лебовски» он предстал в образе местного игрока в боулинг по имени Иисус.
Тим Роббинс пригласил Туртурро принять участие в его авторской картине «Колыбель будет качаться» (1999). В криминальной драме Спайка Ли «Кровавое лето Сэма» Джон озвучил Харви Чёрного Пса.

### 2000-е годы
В неожиданно успешном мюзикле братьев Коэнов «О, где же ты, брат?» (2000) Туртурро сыграл роль одного из трёх заключённых, сбежавших из тюрьмы в 1930-е годы, других двух сыграли Тим Блейк Нельсон и Джордж Клуни. В другом музыкальном фильме «Человек, который плакал» (2000) Джон предстал в образе знаменитого оперного певца Данте. Туртурро сыграл эксцентричного, но гениального шахматиста в фильме, снятом по мотивам книги Владимира Набокова «Защита Лужина» (2000).
В начале 2000-х годов Туртурро начал сотрудничество с актёром и продюсером Адамом Сэндлером, он принял участие в таких проектах Сэндлера, как «Миллионер поневоле» (2002), «Управление гневом» (2003), «Не шутите с Зоханом» (2008). В это время Джон сосредоточился на игре в коммерческом кино, он снялся в боевике «Возмещение ущерба» (2002) вместе с Арнольдом Шварценеггером. Но он не забывал и про свою давнюю дружбу со Спайком Ли, Туртурро принял участие в комедии «Она ненавидит меня», Джон сыграл итальянского мафиози. Впервые после долгого периода времени Туртурро снимался в роли представителя коза ностры, он отказывался от таких ролей, потому что хотел уйти от этого образа, но не смог отказать Ли.
В 2004 году на экраны вышел триллер по роману Стивена Кинга «Тайное окно», Туртурро сыграл одну из главных ролей вместе с Джонни Деппом. Джон снял свой третий фильм — «Любовь и сигареты» (2005).

## Фильмография

### Актёр

#### Кино
| Год  | Название на русском                  | Оригинальное название                          | Роль                          | Примечания                           |
| ---- | ------------------------------------ | ---------------------------------------------- | ----------------------------- | ------------------------------------ |
| 1980 | Бешеный бык                          | Raging Bull                                    | человек из клуба              | не указан в титрах                   |
| 1984 | Мститель 2                           | Exterminator 2                                 | первый парень                 |                                      |
| 1984 | Парень из «Фламинго»                 | The Flamingo Kid                               | Тед                           |                                      |
| 1985 | Отчаянно ищу Сьюзен                  | Desperately Seeking Susan                      | Рэй                           |                                      |
| 1985 | Жить и умереть в Лос-Анджелесе       | To Live and Die in L.A.                        | Карл Коди                     |                                      |
| 1986 | Ханна и её сёстры                    | Hannah and Her Sisters                         | писатель                      |                                      |
| 1986 | Энтузиаст                            | Gung Ho                                        | Уилли                         |                                      |
| 1986 | Не в своей тарелке                   | Off Beat                                       | Нил Пеппер                    |                                      |
| 1986 | Цвет денег                           | The Color of Money                             | Джулиан                       |                                      |
| 1987 | Пять углов                           | Five Corners                                   | Хайнц                         |                                      |
| 1987 | Сицилиец                             | The Sicilian                                   | Пишотта                       |                                      |
| 1989 | Делай как надо!                      | Do the Right Thing                             | Пино                          |                                      |
| 1990 | Отступник                            | Catchfire                                      | Пинелла                       |                                      |
| 1990 | Блюз о лучшей жизни                  | Mo' Better Blues                               | Мо Флэтбуш                    |                                      |
| 1990 | Состояние исступления                | State of Grace                                 | Ник                           |                                      |
| 1990 | Перекрёсток Миллера                  | Miller’s Crossing                              | Берни Бернбаум                |                                      |
| 1990 | Люди, достойные уважения             | Men of Respect                                 | Майк Батталья                 |                                      |
| 1991 | Тропическая лихорадка                | Jungle Fever                                   | Поли Карбоне                  |                                      |
| 1991 | Бартон Финк                          | Barton Fink                                    | Бартон Финк                   |                                      |
| 1992 | Недоумки                             | Brain Donors                                   | Роланд Т. Флэкфайзер          |                                      |
| 1992 | Мак                                  | Mac                                            | Никколо «Мак» Вителли         |                                      |
| 1993 | Бесстрашный                          | Fearless                                       | доктор Билл Перлман           |                                      |
| 1994 | Быть человеком                       | Being Human                                    | Люцинний                      |                                      |
| 1994 | Телевикторина                        | Quiz Show                                      | Херби Стемпл                  |                                      |
| 1994 | В поисках одноглазого Джимми         | The Search for One-eye Jimmy                   | Диско Бин                     |                                      |
| 1995 | Найти и уничтожить                   | Search and Destroy                             | Рон                           |                                      |
| 1995 | Сумасшедшие герои                    | Unstrung Heroes                                | Сид Лидз                      |                                      |
| 1995 | Наседки                              | Clockers                                       | детектив Ларри Мазилли        |                                      |
| 1996 | Девушка № 6                          | Girl 6                                         | агент Мюррей                  |                                      |
| 1996 | Лунная шкатулка                      | Box of Moon Light                              | Эл Фонтейн                    |                                      |
| 1996 | Утеха сердца моего                   | Grace of My Heart                              | Джоэл Миллнер                 |                                      |
| 1997 | Перемирие                            | La Tregua                                      | Примо Ливай                   |                                      |
| 1997 | Тёмные лошадки                       | Lesser Prophets                                | Леон                          |                                      |
| 1998 | Звери и хозяин заставы               | Animals with the Tollkeeper                    | человек в смокинге            |                                      |
| 1998 | Большой Лебовски                     | The Big Lebowski                               | Хесус Кинтана                 |                                      |
| 1998 | Гараж                                | O.K. Garage                                    | Джонни Канделлано             |                                      |
| 1998 | Его игра                             | He Got Game                                    | тренер Билли Сандей           |                                      |
| 1998 | Иллюмината                           | Illuminata                                     | Туккио                        |                                      |
| 1998 | Шулера                               | Rounders                                       | Джоуи Книш                    |                                      |
| 1999 | Колыбель будет качаться              | Cradle Will Rock                               | Альдо Сильвано                |                                      |
| 1999 | Кровавое лето Сэма                   | Summer of Sam                                  | чёрный пёс Харви              | озвучка                              |
| 2000 | Свой парень                          | Company Man                                    | Крокер Джонсон                |                                      |
| 2000 | О, где же ты, брат?                  | O Brother, Where Art Thou?                     | Пит                           |                                      |
| 2000 | Две тысячи и ничего больше           | Two Thousand and None                          | Бенджамин Каспариан           |                                      |
| 2000 | Защита Лужина                        | The Luzhin Defence                             | Александр Лужин               |                                      |
| 2000 | Человек, который плакал              | The Man Who Cried                              | Данте Доминио                 |                                      |
| 2001 | Обезьянья кость                      | Monkeybone                                     | голос обезьяньей кости        | озвучка                              |
| 2001 | 13 разговоров об одном               | Thirteen Conversations About One Thing         | Уокер                         |                                      |
| 2002 | Возмещение ущерба                    | Collateral Damage                              | Шон Армстронг                 |                                      |
| 2002 | Миллионер поневоле                   | Mr. Deeds                                      | Эмилио Лопес                  |                                      |
| 2003 | Страх «Икс»                          | Fear X                                         | Гарри                         |                                      |
| 2003 | Управление гневом                    | Anger Management                               | Чак                           |                                      |
| 2004 | Тайное окно                          | Secret Window                                  | Джон Шутер                    |                                      |
| 2004 | Мажоры                               | 2BPerfectlyHonest                              | Сэл / Роберто                 |                                      |
| 2004 | Она ненавидит меня                   | She Hate Me                                    | дон Анджело Бонасера          |                                      |
| 2004 | Тайный ход                           | Secret Passage                                 | Паоло Зейн                    |                                      |
| 2005 | Луна и сын                           | The Moon and the Son: An Imagined Conversation | сын                           | короткометражный мультфильм; озвучка |
| 2005 | Любовь и сигареты                    | Romance & Cigarettes                           | танцор и певец                |                                      |
| 2006 | Несколько дней в сентябре            | A Few Days in September                        | Уильям Паунд                  |                                      |
| 2006 | Ложное искушение                     | The Good Shepherd                              | Рэй Брокко                    |                                      |
| 2007 | Вихрь                                | Slipstream                                     | Харви Брикман                 |                                      |
| 2007 | Трансформеры                         | Transformers                                   | Сеймур Симмонс                |                                      |
| 2007 | Марго на свадьбе                     | Margot at the Wedding                          | Джим                          |                                      |
| 2008 | Однажды в Голливуде                  | What Just Happened                             | Дик Белл                      |                                      |
| 2008 | Не шутите с Зоханом                  | You Don’t Mess with the Zohan                  | Фантом                        |                                      |
| 2008 | Чудо святой Анны                     | Miracle at St. Anna                            | детектив Антонио «Тони» Риччи |                                      |
| 2009 | Опасные пассажиры поезда 123         | Taking of Pelham 123                           | лейтенант Камонетти           |                                      |
| 2009 | Трансформеры: Месть падших           | Transformers: Revenge of the Fallen            | Сеймур Симмонс                |                                      |
| 2009 | Репетиция сицилийской трагедии       | Prove per una tragedia siciliana               | н/д                           |                                      |
| 2010 | Щелкунчик и Крысиный Король          | The Nutcracker in 3D                           | Крысиный Король               |                                      |
| 2011 | Тачки 2                              | Cars 2                                         | Франческо Бернулли            | мультфильм; озвучка                  |
| 2011 | Трансформеры 3: Тёмная сторона Луны  | Transformers: The Dark of the Moon             | Сеймур Симмонс                |                                      |
| 2011 | Где-то сегодня ночью                 | Somewhere Tonight                              | Лерой                         |                                      |
| 2011 | —                                    | Der3k Jeter: A Yankee First                    | рассказчик                    | короткометражный фильм               |
| 2011 | Под тенью призрачных башен           | In the Shadow of No Towers                     | рассказчик                    | озвучка                              |
| 2013 | Под маской жиголо                    | Fading Gigolo                                  | Фиораванте                    |                                      |
| 2013 | Игры богов                           | Gods Behaving Badly                            | Аид                           |                                      |
| 2014 | Божий карман                         | God’s Pocket                                   | Артур «Птица» Капезио         |                                      |
| 2014 | Рио, я люблю тебя                    | Rio, Eu Te Amo                                 | Хомем                         | новелла: Quando não há Mais Amor     |
| 2014 | Исход: Цари и боги                   | Exodus: Gods and Kings                         | Сети I                        |                                      |
| 2015 | Неустойчивая погода                  | Tempo instabile con probabili schiarite        | инженер Ломбелли              |                                      |
| 2015 | Моя мама                             | Mia madre                                      | Барри Хаггинс                 |                                      |
| 2015 | Нелепая шестёрка                     | The Ridiculous 6                               | Эбнер Даблдей                 |                                      |
| 2016 | Каменные кулаки                      | Hands of Stone                                 | Фрэнки Карбо                  |                                      |
| 2017 | Телефонная линия                     | Landline                                       | Алан                          |                                      |
| 2017 | —                                    | Hair                                           | н/д                           | короткометражный фильм               |
| 2017 | Трансформеры: Последний рыцарь       | Transformers: The Last Knight                  | Сеймур Симмонс                |                                      |
| 2017 | —                                    | A Magical Holiday                              | н/д                           | короткометражный фильм               |
| 2018 | Глория Белл                          | Gloria Bell                                    | Арнольд                       |                                      |
| 2019 | Настоящие приключения мальчика-волка | The True Adventures of Wolfboy                 | мистер Силк                   |                                      |
| 2019 | Дальше некуда                        | The Jesus Rolls                                | Хесус Кинтана                 |                                      |
| 2022 | Бэтмен                               | The Batman                                     | Кармайн Фальконе              |                                      |
| 2022 | Пиноккио                             | Pinocchio                                      | Ямщик                         | мультфильм; озвучивание              |
| 2024 | Комната по соседству                 | La habitación de al lado                       | Дэмиан Каннингем              |                                      |
| 2024 | Вес победы                           | The Cut                                        | Боз                           |                                      |

#### Телевидение
| Год       | Название на русском          | Оригинальное название    | Роль                     | Примечания                                    |
| --------- | ---------------------------- | ------------------------ | ------------------------ | --------------------------------------------- |
| 1985      | Полиция Майами. Отдел нравов | Miami Vice               | Дэвид Трейнор            | эпизод: Rites of Passage                      |
| 1988      | Счастливая странница         | The Fortunate Pilgrim    | Ларри                    | телесериал; 3 эпизода                         |
| 1995      | Любовь и мафия               | Sugartime                | Сэм Джианкана            | телефильм                                     |
| 2001      | Биография                    | Biography                | рассказчик               | документальный телесериал; 2 эпизода; озвучка |
| 2002      | Погром в понедельник вечером | Monday Night Mayhem      | рассказчик               | телефильм                                     |
| 2002      | Фрейзер                      | Frasier                  | Грант                    | эпизод: Don’t Go Breaking My Heart; озвучка   |
| 2004—2008 | Детектив Монк                | Monk                     | Амброуз Монк             | телесериал; 3 эпизода                         |
| 2007      | Летучие Конкорды             | Flight of the Conchords  | коп                      | эпизод: The Actor                             |
| 2007      | Бронкс в огне                | The Bronx Is Burning     | Билли Мартин             | мини-сериал; основная роль                    |
| 2016      | Однажды ночью                | The Night Of             | Джон Стоун               | мини-сериал; основная роль                    |
| 2017      | Сложные люди                 | Difficult People         | Дасти                    | эпизод: Bernie and Blythe                     |
| 2019      | Имя розы                     | The Name of the Rose     | Вильгельм Баскервильский | мини-сериал; основная роль                    |
| 2019      | Зелёные яйца и ветчина       | Green Eggs and Ham       | козёл                    | мультсериал; 6 эпизодов; озвучка              |
| 2020      | Заговор против Америки       | The Plot Against America | Лайонел Бенгельсдорф     | мини-сериал; основная роль                    |
| 2022      | Разделение                   | Severance                | Ирвинг Бейлиф            | Главная роль                                  |
| 2024      | Мистер и миссис Смит         | Mr. & Mrs. Smith         | Эрик Шейн                | эпизод: Second Date                           |

### Режиссёр, сценарист, продюсер
| Год  | Название                                              | Оригинальное название                           | Режиссёр | Сценарист  | Продюсер   | Примечания                       |
| ---- | ----------------------------------------------------- | ----------------------------------------------- | -------- | ---------- | ---------- | -------------------------------- |
| 1992 | Мак                                                   | Mac                                             | Да       | Да         |            |                                  |
| 1998 | Иллюмината                                            | Illuminata                                      | Да       | Да         | Да         |                                  |
| 2001 | —                                                     | Heaven Touches Brooklyn in July                 |          | Да         |            | документальный фильм             |
| 2005 | Любовь и сигареты                                     | Romance & Cigarettes                            | Да       | Да         | Да         |                                  |
| 2008 | Другая сторона умников: Итальянские американцы и кино | Beyond Wiseguys: Italian Americans & the Movies |          |            | Да         | документальный фильм             |
| 2009 | Репетиция сицилийской трагедии                        | Prove per una tragedia siciliana                |          | Да         | Да         |                                  |
| 2010 | Страсть                                               | Passione                                        | Да       |            |            | документальный фильм             |
| 2013 | Под маской жиголо                                     | Fading Gigolo                                   | Да       | Да         |            |                                  |
| 2014 | Рио, я люблю тебя                                     | Rio, Eu Te Amo                                  | Да       | Да         |            | новелла: Quando não há Mais Amor |
| 2017 | —                                                     | Hair                                            | Да       | Да         |            | короткометражный фильм           |
| 2019 | Имя розы                                              | The Name of the Rose                            |          | Да (8 эп.) | Да (8 эп.) | мини-сериал                      |
| 2019 | Дальше некуда                                         | The Jesus Rolls                                 | Да       |            |            |                                  |

## Награды и номинации
| Награда                        | Год  | Категория                                          | Название работы              | Результат |
| ------------------------------ | ---- | -------------------------------------------------- | ---------------------------- | --------- |
| Золотой глобус                 | 1995 | Лучшая мужская роль второго плана в кинофильме     | Телевикторина                | Номинация |
| Золотой глобус                 | 2017 | Лучшая мужская роль в мини-сериале или телефильме  | Однажды ночью                | Номинация |
| Эмми                           | 2004 | Лучший приглашённый актёр в комедийном телесериале | Детектив Монк                | Победа    |
| Эмми                           | 2017 | Лучшая мужская роль в мини-сериале или телефильме  | Однажды ночью                | Номинация |
| Каннский кинофестиваль         | 1991 | Лучшая мужская роль                                | Бартон Финк                  | Победа    |
| Каннский кинофестиваль         | 1992 | Золотая камера                                     | Мак                          | Победа    |
| Каннский кинофестиваль         | 1998 | Золотая пальмовая ветвь                            | Иллюмината                   | Номинация |
| Венецианский кинофестиваль     | 2005 | Золотой лев                                        | Любовь и сигареты            | Номинация |
| Независимый дух                | 1989 | Лучшая мужская роль второго плана                  | Пять углов                   | Номинация |
| Независимый дух                | 1994 | Лучший режиссёр                                    | Мак                          | Номинация |
| Независимый дух                | 1994 | Лучший дебютный фильм                              | Мак                          | Номинация |
| Независимый дух                | 1998 | Лучшая мужская роль                                | Лунная шкатулка              | Номинация |
| Премия Гильдии киноактёров США | 1995 | Лучшая мужская роль второго плана                  | Телевикторина                | Номинация |
| Премия Гильдии киноактёров США | 2003 | Лучшая мужская роль в телефильме или мини-сериале  | Погром в понедельник вечером | Номинация |
| Премия Гильдии киноактёров США | 2008 | Лучшая мужская роль в телефильме или мини-сериале  | Бронкс в огне                | Номинация |
| Премия Гильдии киноактёров США | 2017 | Лучшая мужская роль в телефильме или мини-сериале  | Однажды ночью                | Номинация |
| Сатурн                         | 2005 | Лучшая мужская роль второго плана                  | Тайное окно                  | Номинация |